# Daihatsu Tanto
El Daihatsu Tanto (ダイハツ・タント) és un kei car produït pel fabricant d'automòbils japonés Daihatsu. Fou presentat per primera vegada al Saló de l'Automòbil de Tòquio del 2003 com a un prototip evolucionat del Daihatsu Move. El mateix any va començar la comercialització i el 2005 fou presentada la variant "Custom". Segons l'empresa, el nom del model, "Tanto" ve de l'italià ("Tant" en català).

## Primera generació (2003-2007)

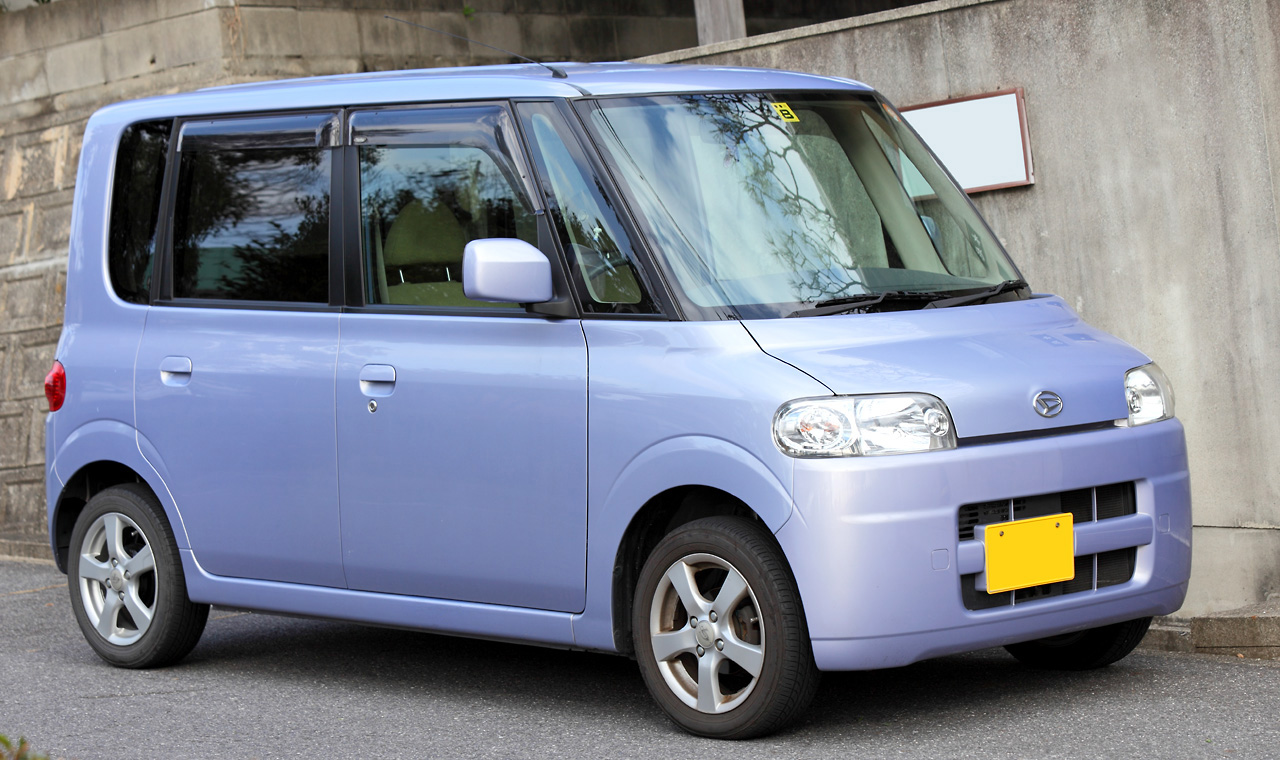
Tanto Standard

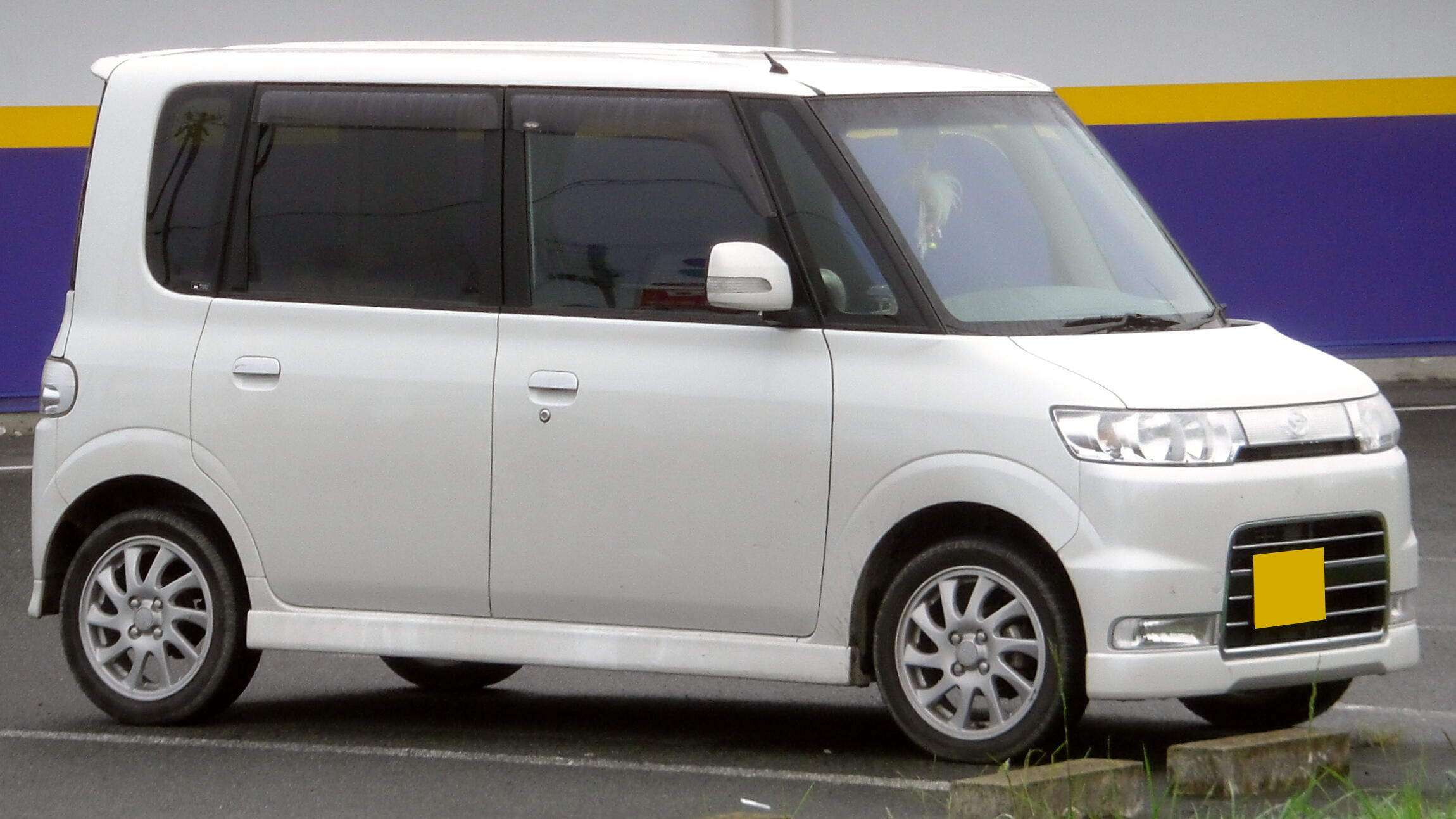
Tanto Custom

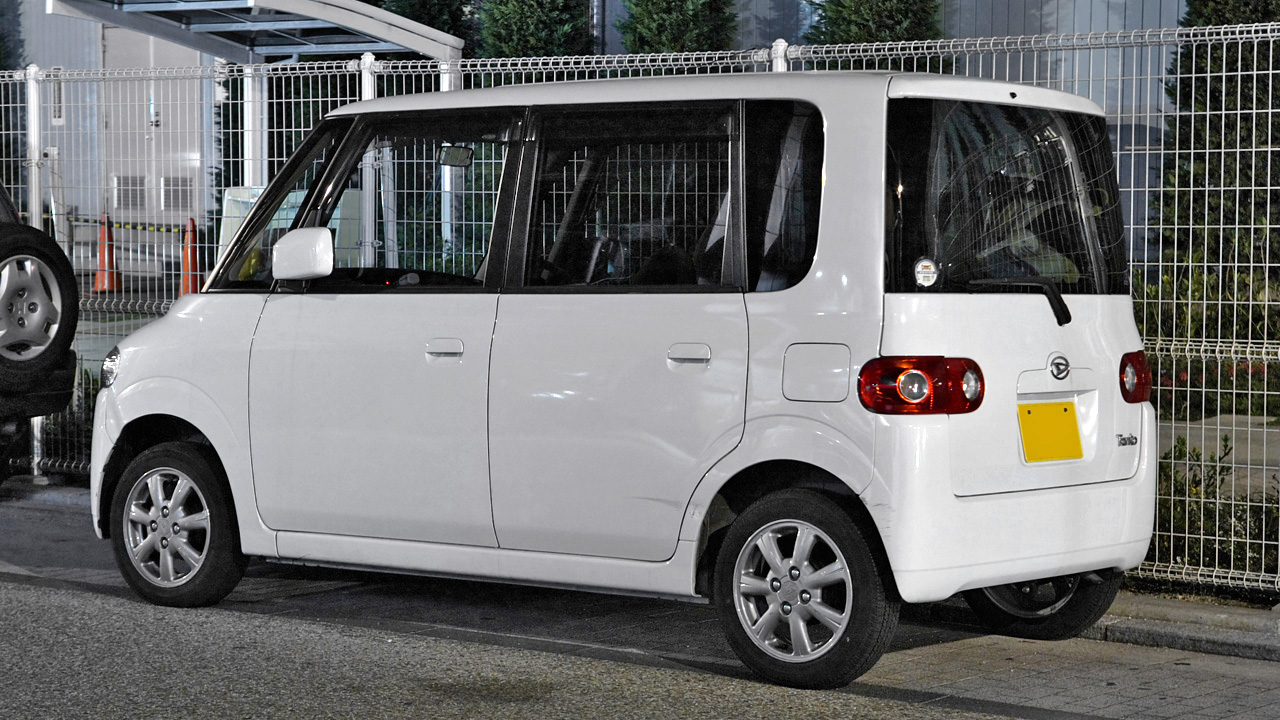
Tanto Standard

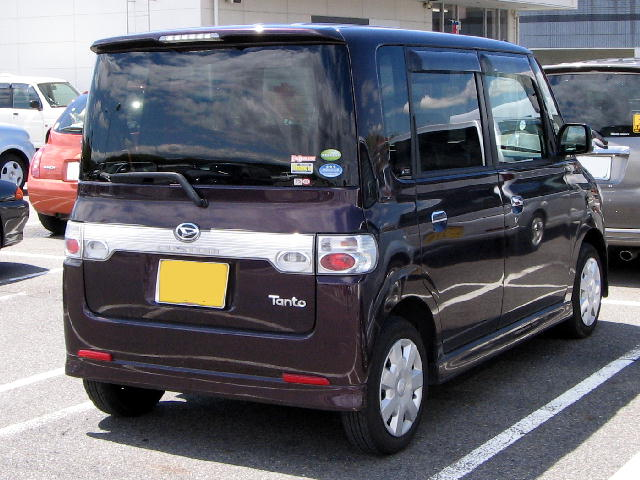
Tanto Custom

La primera generació del Daihatsu Tanto va eixir a la venda el 27 de novembre de 2003. Els nivells d'equipament eren "L", "X" i "X Limited" per a les versions amb motor atmosfèric; "R" i "RS" per a les versions amb turbocompressor. En tots els nivells d'equipament va existir la tria entre tracció al davant i tracció a les quatre rodes. El model equipava una transmissió automàtica de tres o quatre velocitats.
El juliol de 2005 es va afegir a la gama el Tanto Custom amb els següents nivells d'equipament: "L" i "X" per a les versions atmosfèriques i "RS" per a les turbo.
El mateix 2003 es presentà al Saló de l'Automòbil de Tòquio el Tanto FCHV. El nom respon a les sigles de "Fuel Cell Hybrid Vehicle". Prenent com a base el Tanto Standard, aquest prototip afegia un tanc d'hidrògen i un motor elèctric.

## Segona generació (2007-2013)

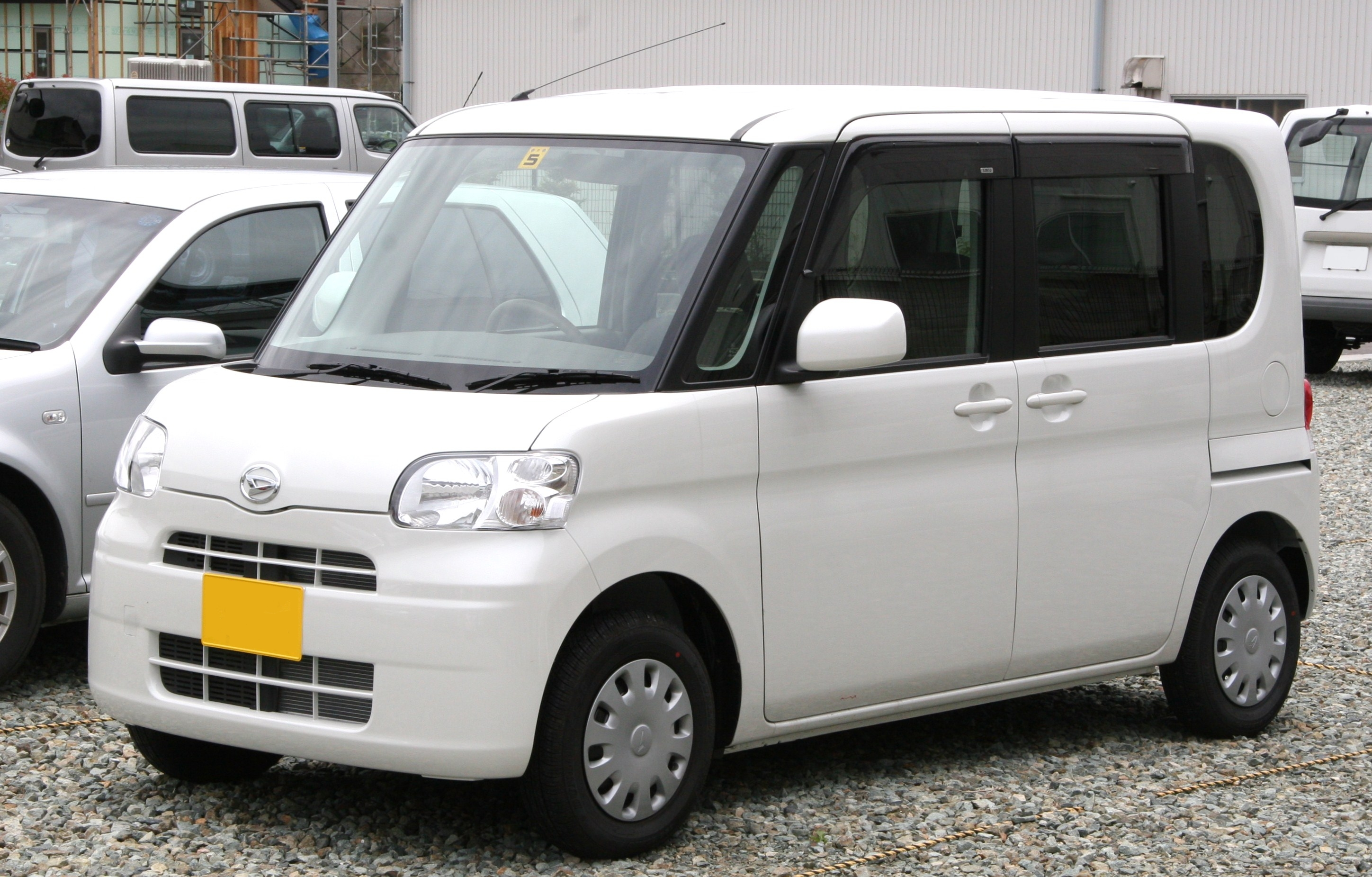
Tanto Standard

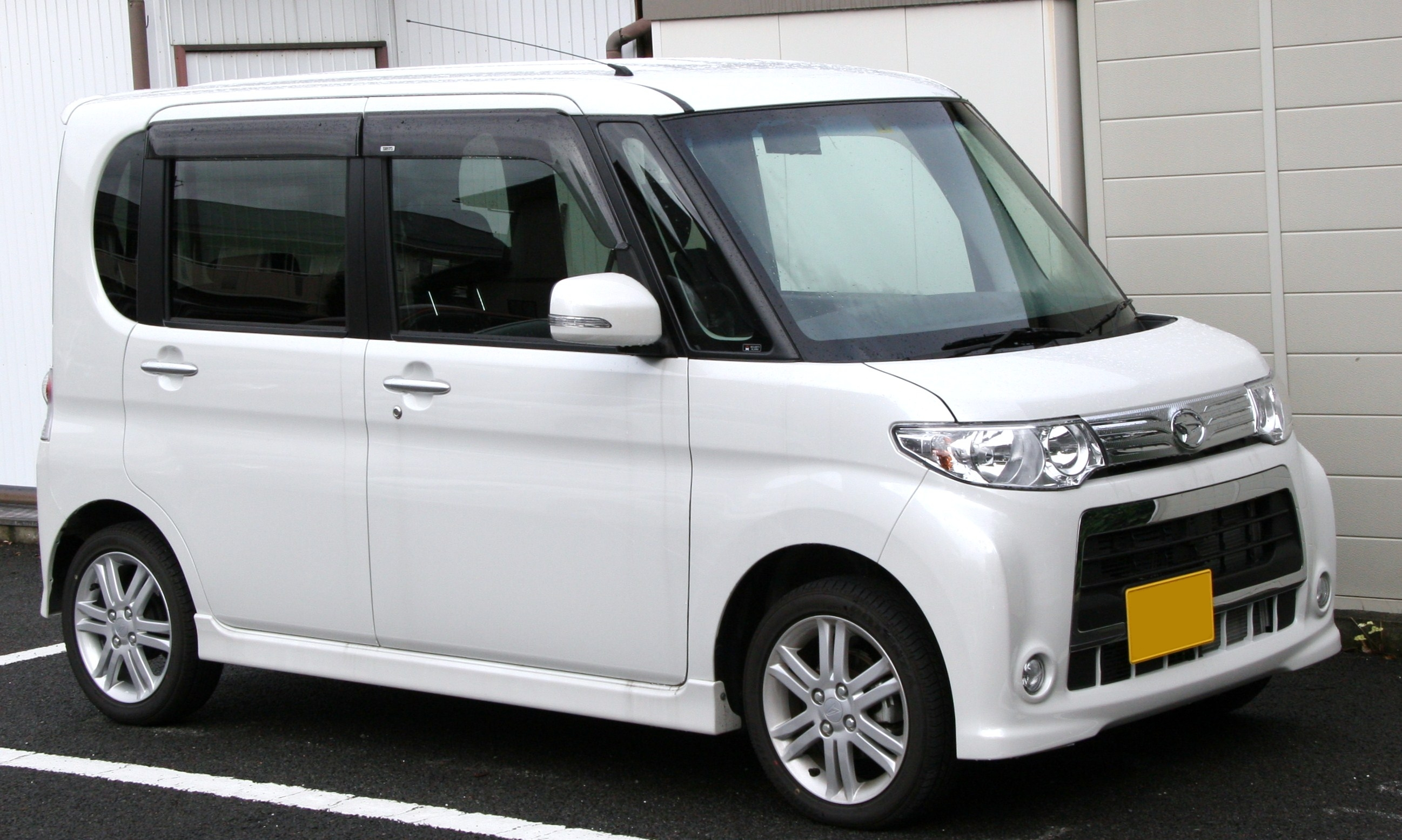
Tanto Custom

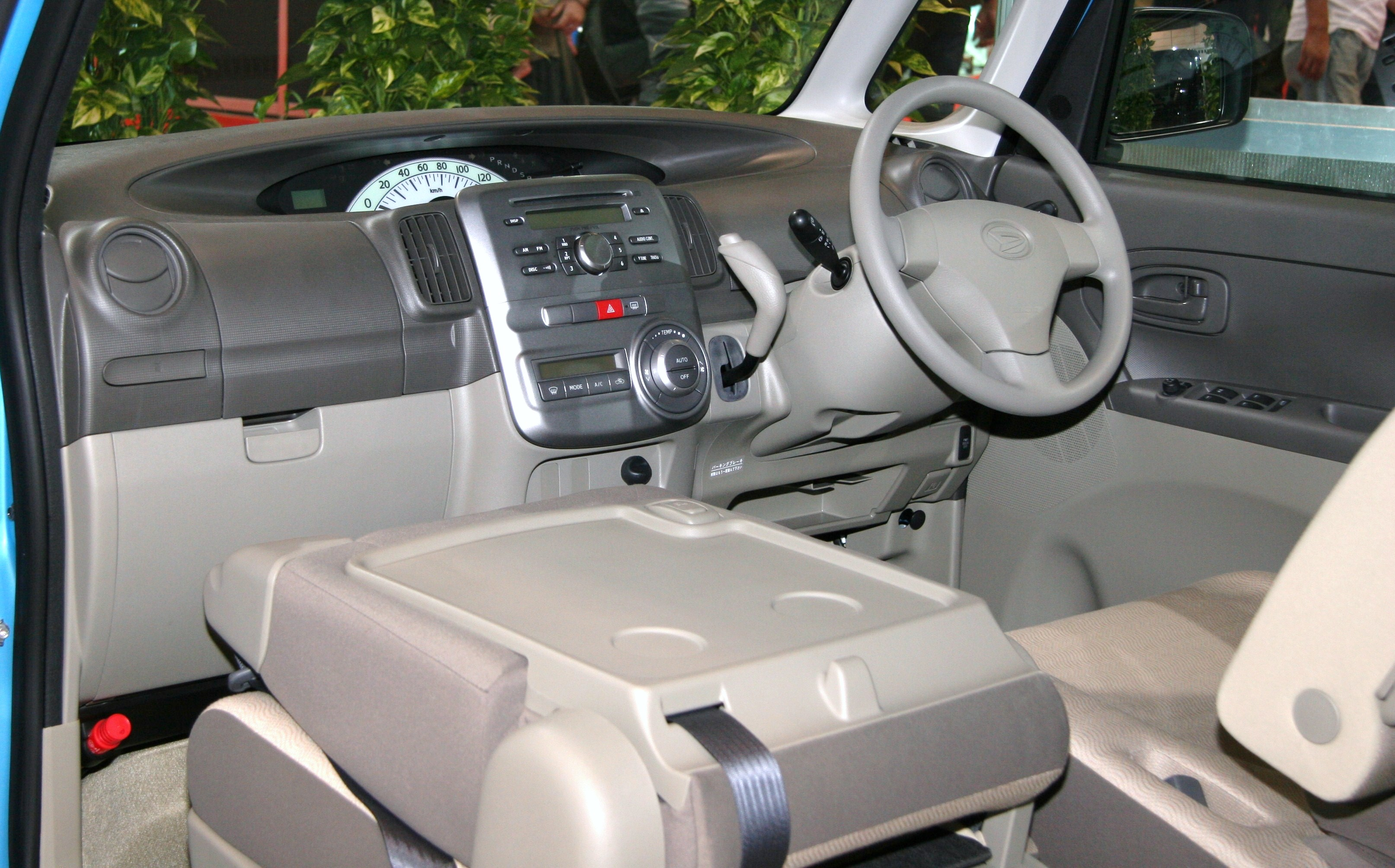
Interior del Tanto

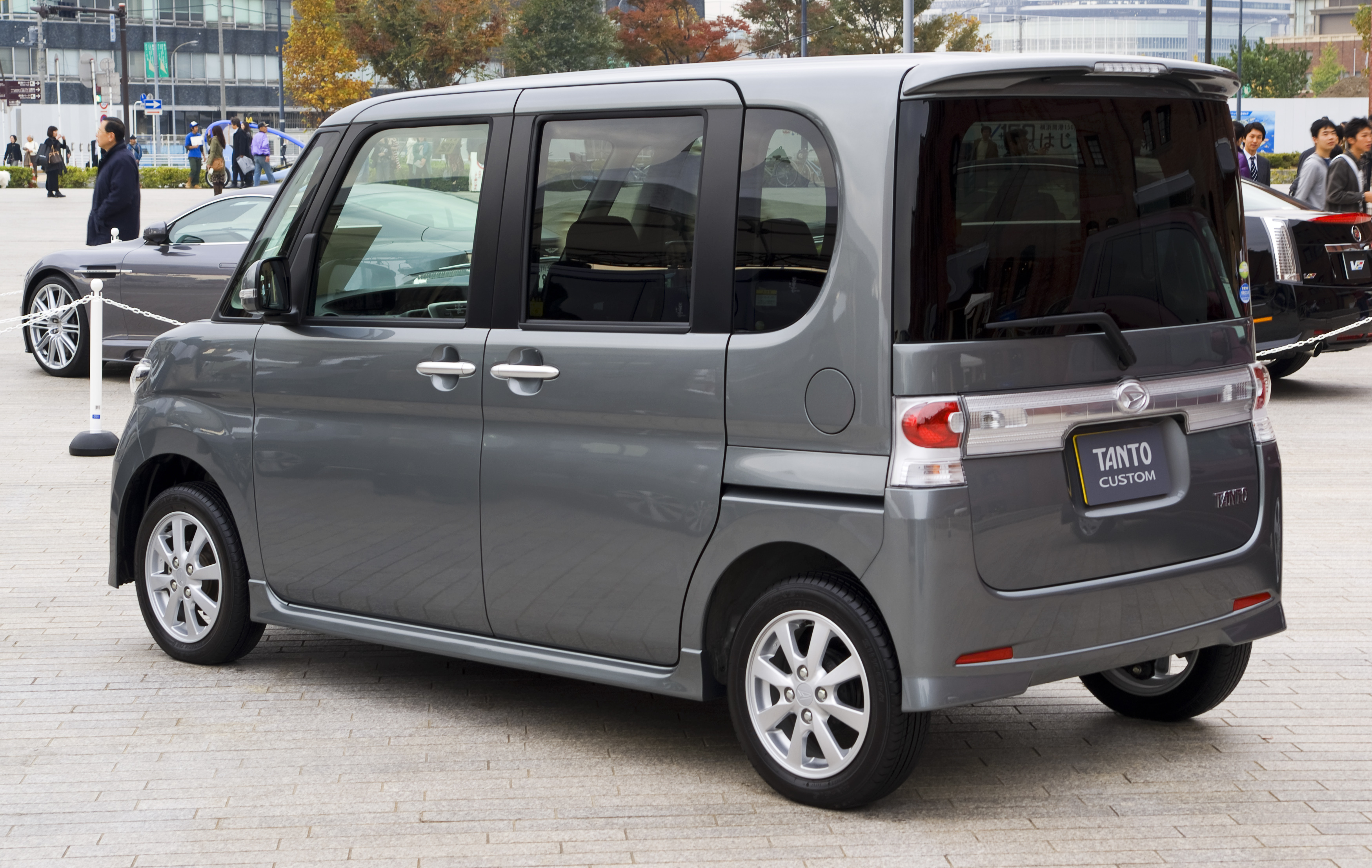
Tanto Custom

La segona generació del Daihatsu Tanto va eixir al mercat el 17 de desembre de 2007 com a substitució de la primera. Disponible en mòde Standard i Custom, entre alguns dels canvis introduïts en aquesta generació es troba la disposició de les portes a la carrosseria: a la dreta el cotxe presenta portes comunes com les de la primera generació, però al costat esquerre hi havia una porta normal i una altra corredissa.
En el vessant mecànic, aquesta generació va estrenar la nova generació de motors per a kei cars: un tricilíndric de 658 cc atmosfèric o amb turbocompressor, amb una transmissió automàtica de quatre velocitats o CVT. El model s'oferia amb tracció al davant o a les quatre rodes.
Sobre la plataforma d'aquesta generació es desenvolupà el Daihatsu Tanto Exe.

## Tercera generació (2013-2019)

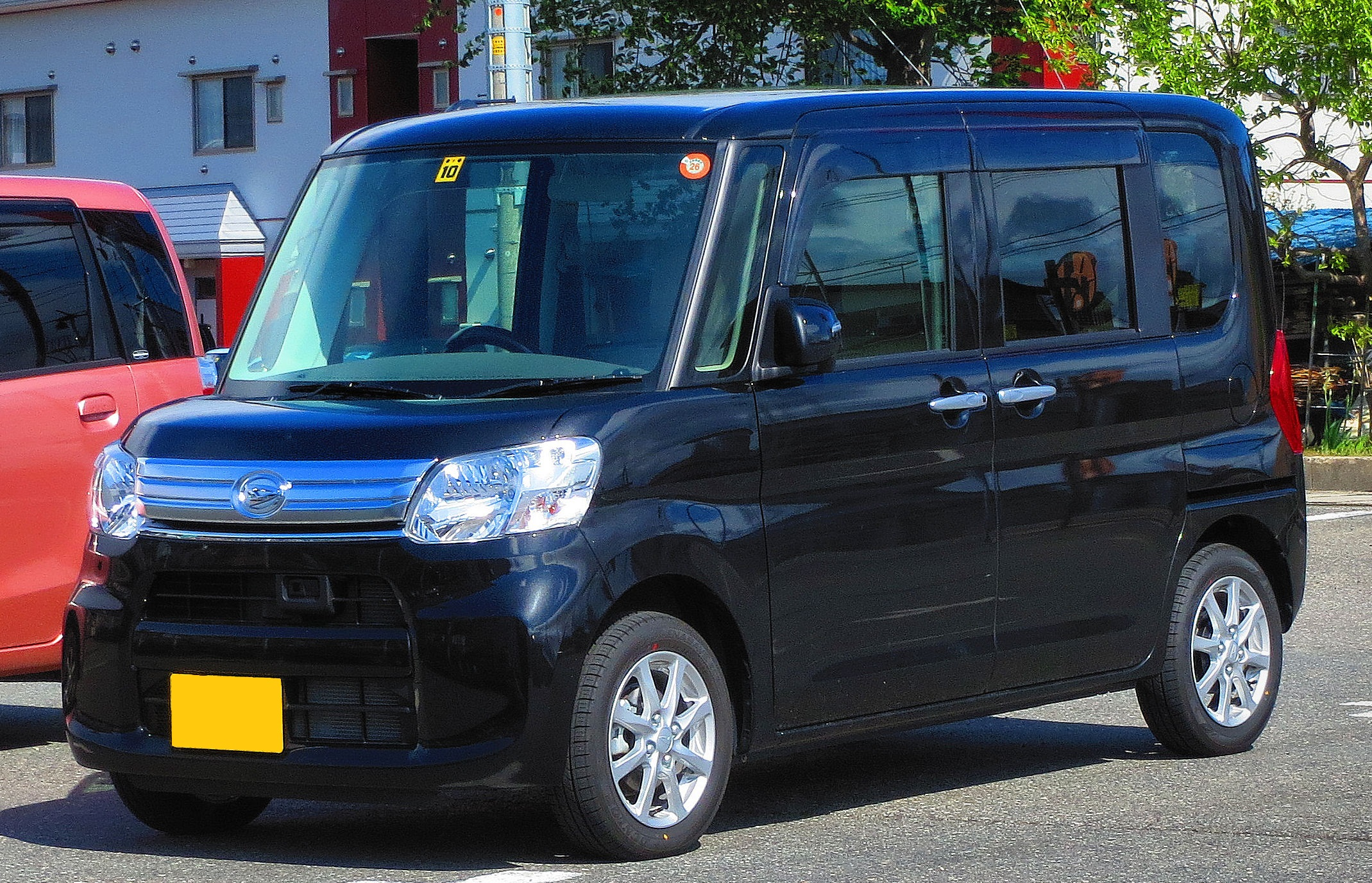
Tanto G

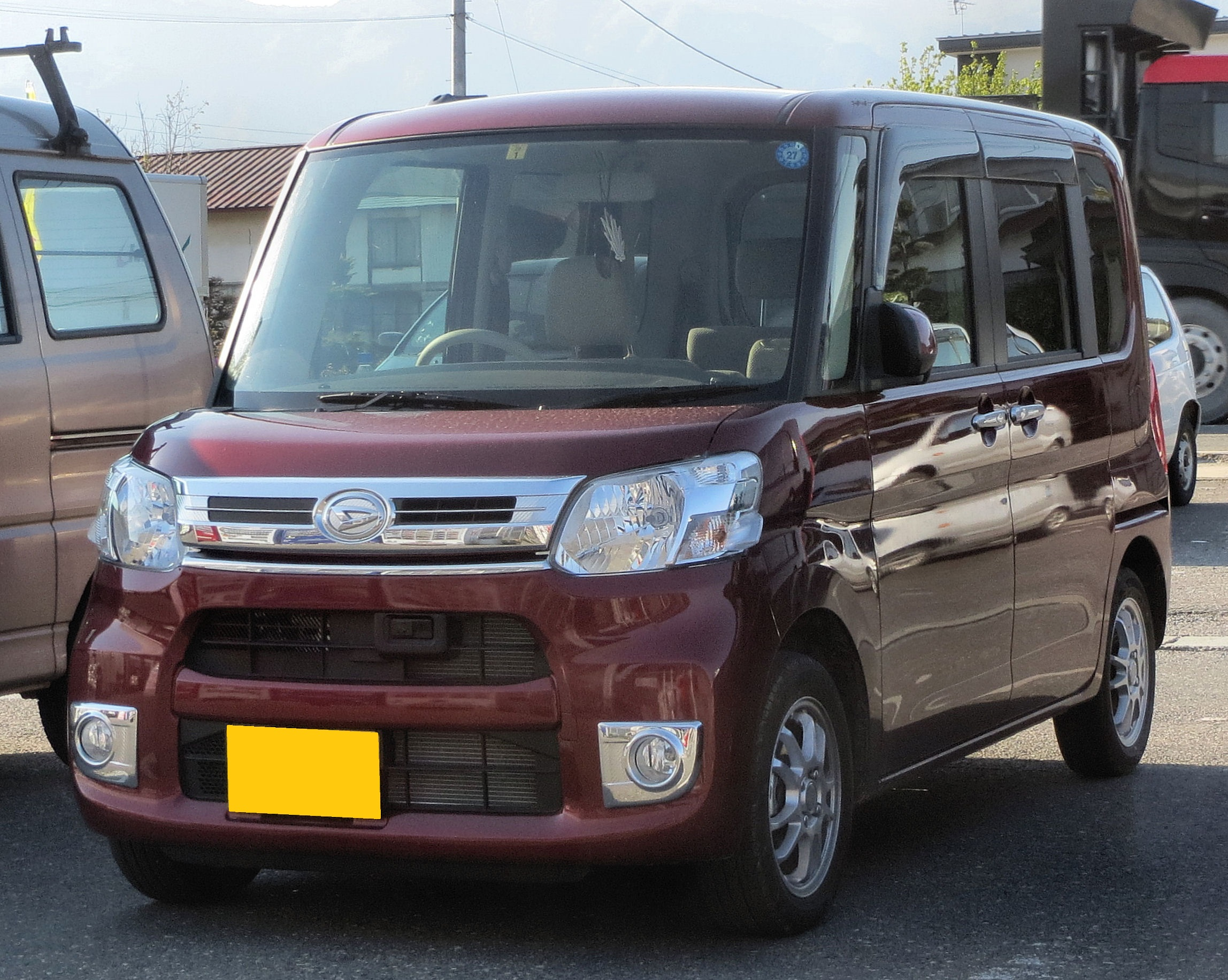
Tanto X Turbo

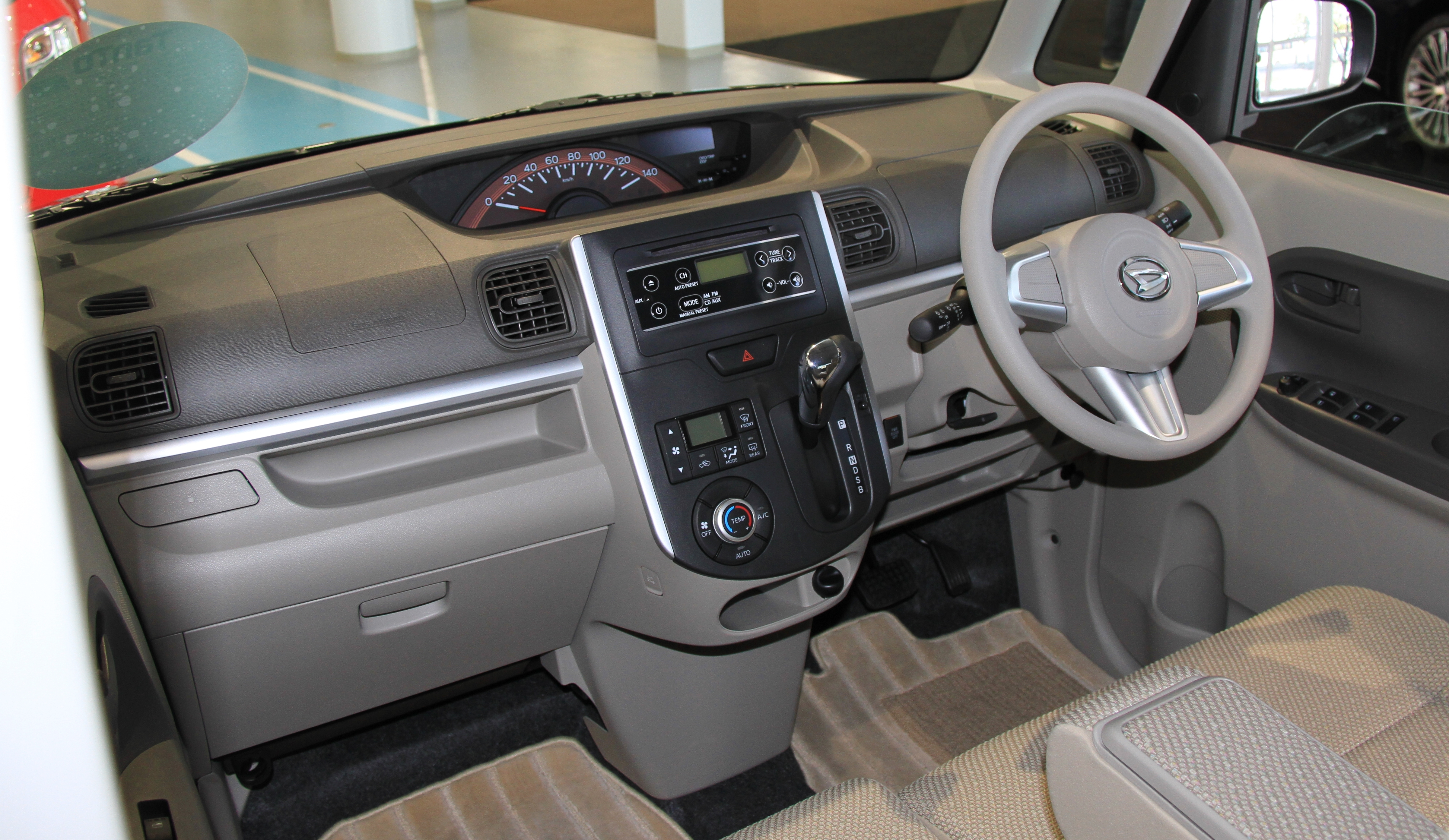
Interior Tanto X Turbo

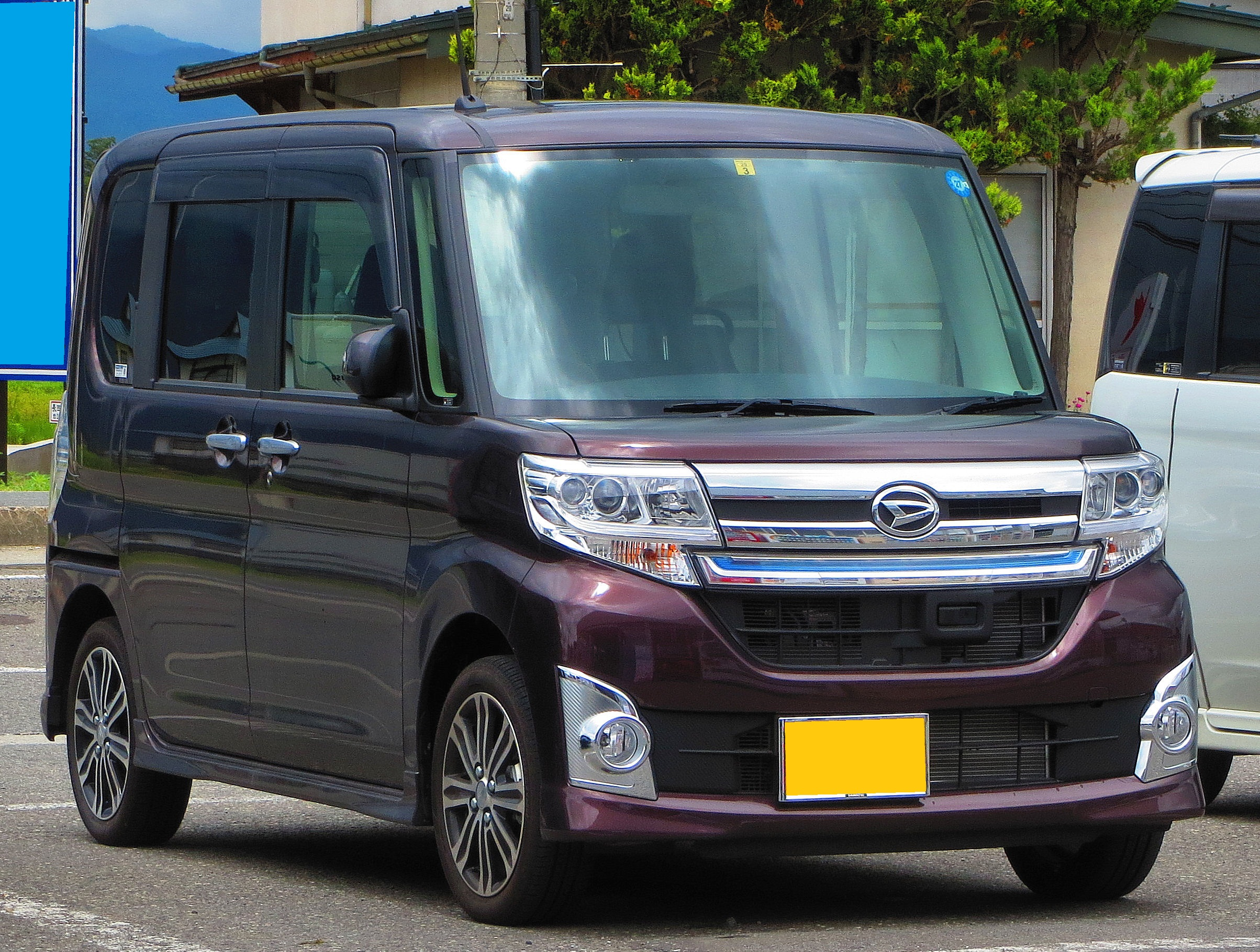
Tanto Custom RS

La tercera generació del Diahatsu Tanto va eixir al mercat el 3 d'octubre de 2013 per tal de reemplaçar la segona.
Com ja ve sent costum des de la primera generació, es van presentar dues terminacions: la "Standard" i la "Custom", aquesta darrera més luxosa. Aquesta fou la primera generació del Tanto amb portes corredisses als dos costats.
Mecànicament, aquesta tercera generació és pràcticament idèntica a la segona excepte per la transmissió, ja que a partir del 3r Move, només serà CVT.
Aquesta generació del Move va ser també comercialitzada amb el nom de Subaru Chiffon mercès l'entrada de la marca de Gunma dins de l'òrbita de Toyota. Des d'aleshores, l'evolució dels dos models seria paral·lela.
Al juny de 2019 es deixà de produir i comercialitzar la tercera generació del move per tal de donar pas a la quarta.

## Quarta generació (2019-present)

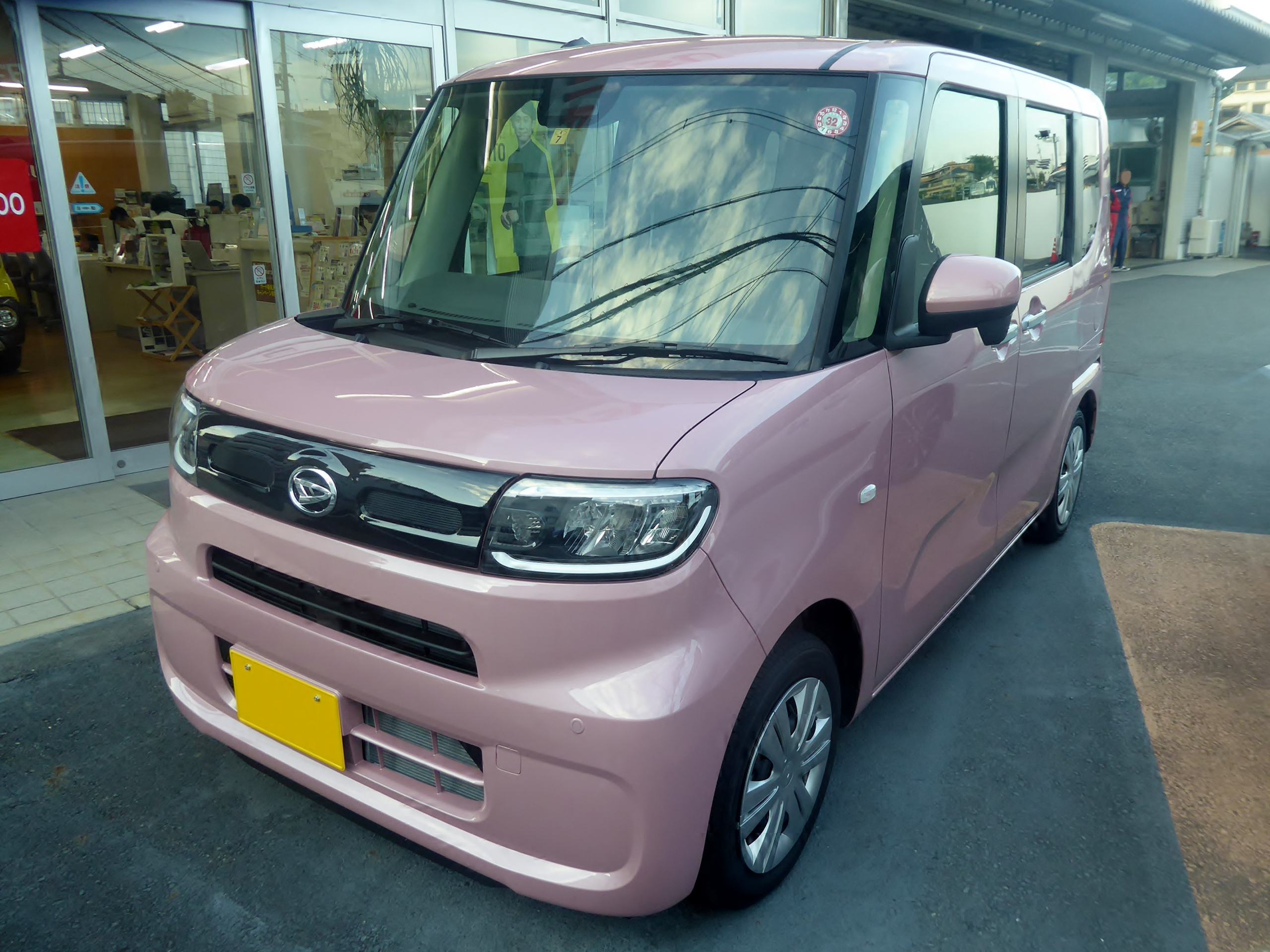
Tanto X (2WD)

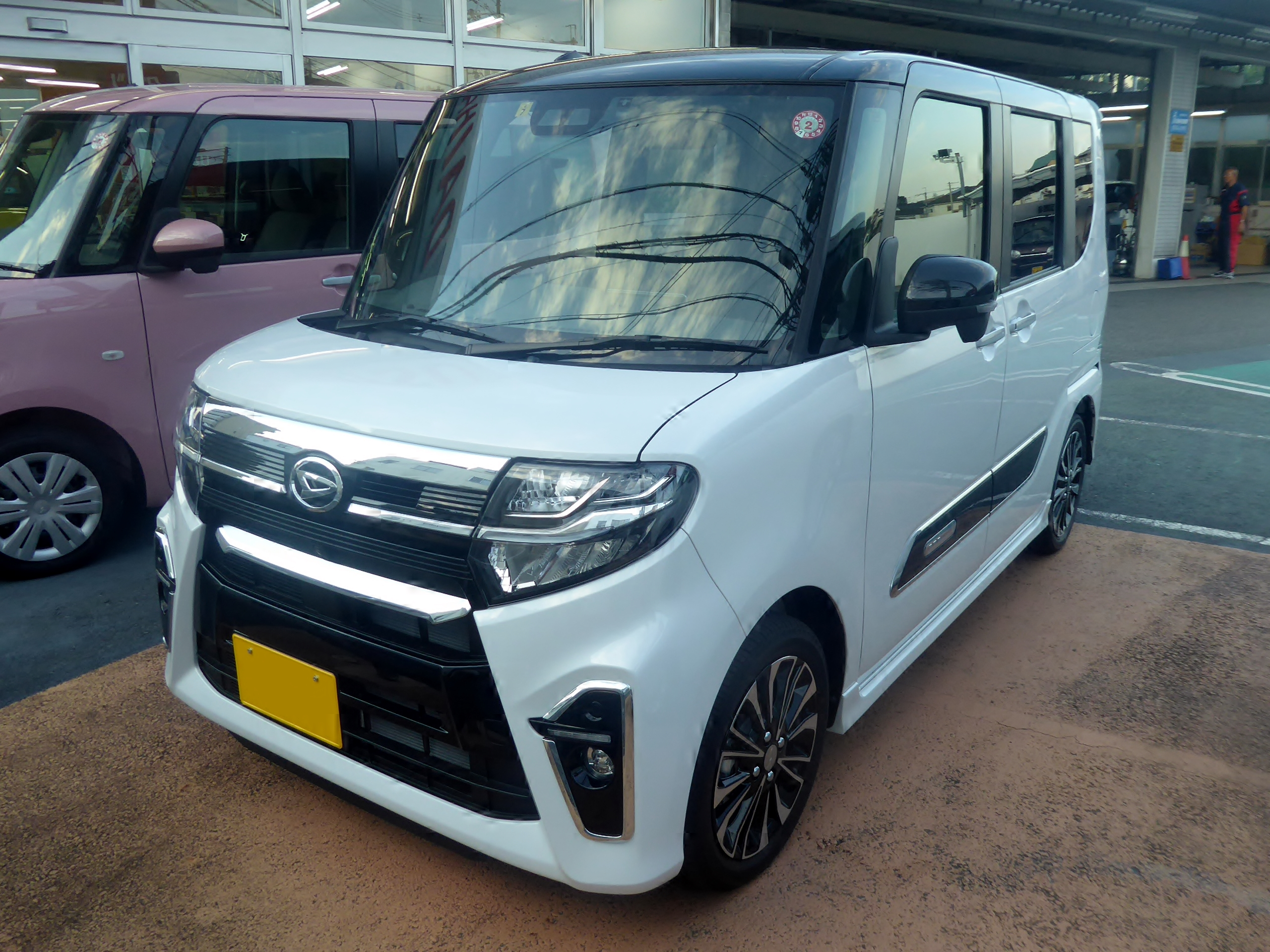
Tanto Custom RS

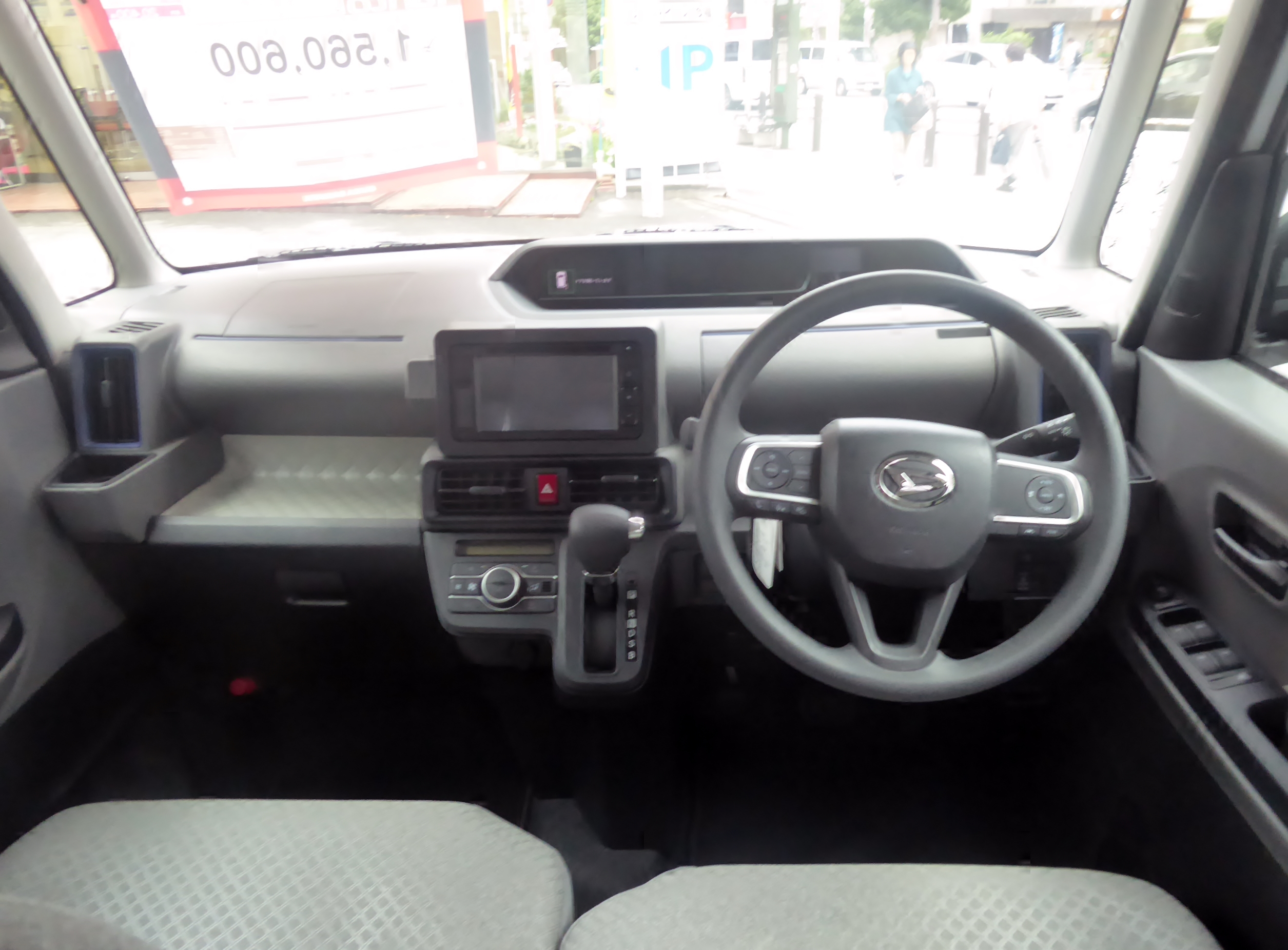
Interior del Tanto X

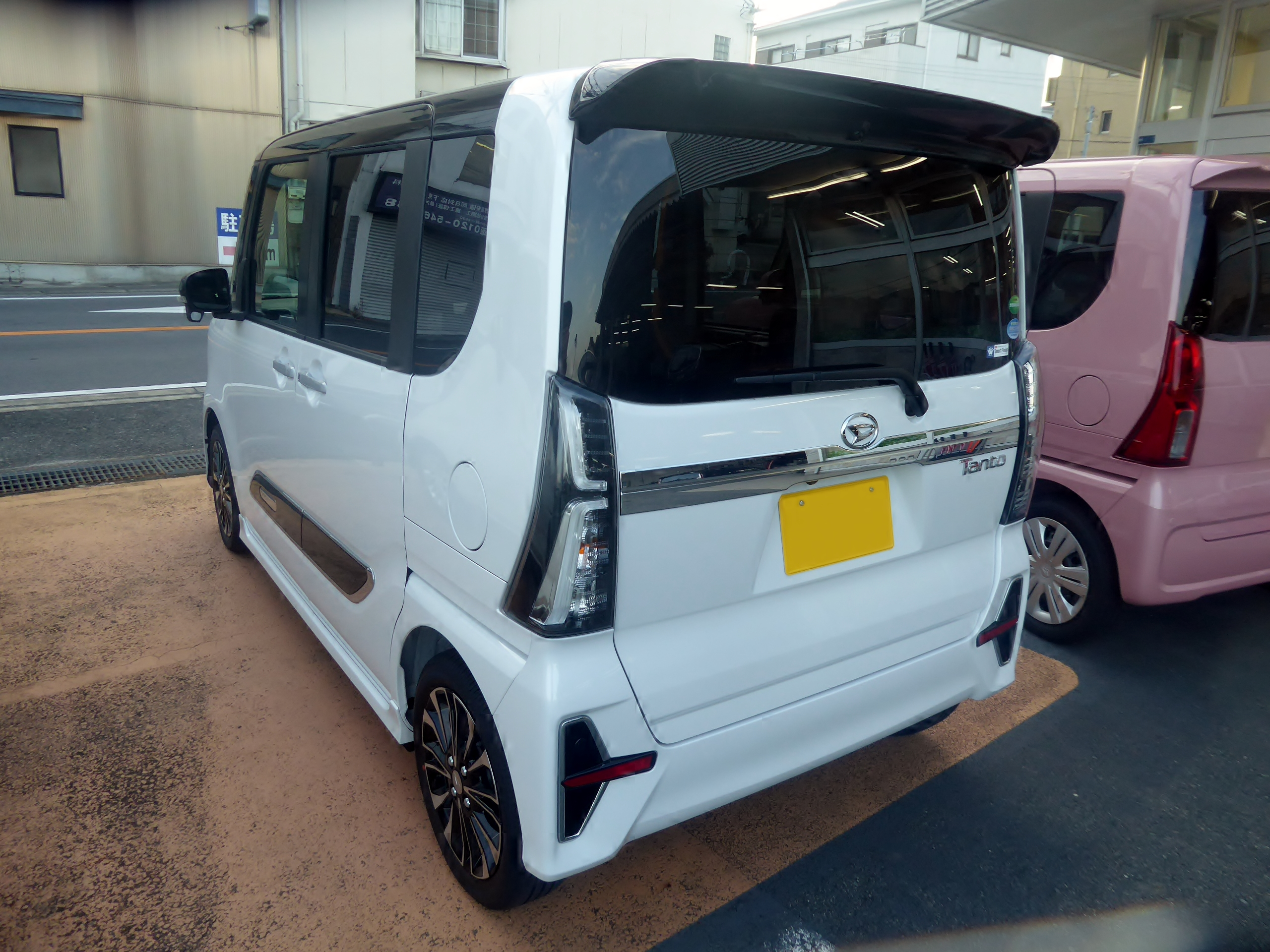
Tanto Custom RS

La quarta generació del Daihatsu Tanto va eixir al mercat el 9 de juliol de 2019, reemplaçant-ne la tercera. La variant "Standard" està disponible amb els nivells d'equipament "L", "X" i "X Turbo", mentre que la versió "Custom" n'està amb "L", "X" i "RS". La motorització amb turbocompressor només està disponible als nivells "X Turbo" i "RS".
El quart Tanto ha estat desenvolupat sobre la Daihatsu New Global Architecture, plataforma que comparteix amb el Daihatsu Taft, la Daihatsu Hijet Cargo, la Daihatsu Atrai i la Toyota Pixis Van. Mecànicament, aquesta quarta generació és idèntica a l'anterior.
Com ja va passar amb l'anterior, aquesta generació també és comercialitzada per Subaru com a la segona generació del Subaru Chiffon.